# Verordnung (EG) Nr. 1005/2009
Die Verordnung (EG) Nr. 1005/2009 ist eine Europäische Verordnung, die Produktion, Einfuhr, Ausfuhr, Verkauf, Verwendung, Rückgewinnung, Recycling, Aufarbeitung und Zerstörung von ozonabbauenden Stoffen regelt.

## Historie
Am 22. März 1985 unterzeichnete die Europäische Gemeinschaft gemeinsam mit mehreren Mitgliedstaaten das Wiener Übereinkommen zum Schutz der Ozonschicht und darauf folgend am 16. September 1987 auch das Montrealer Protokoll. Im folgenden Jahr wurde die VERORDNUNG (EWG) Nr. 3322/88, als erste europäische Verordnung zur Regelung ozonschädigender Stoffe verabschiedet. Durch diese Verordnung wurden (Anhang I) als Gruppe I die fünf Fluorchlorkohlenwasserstoffe (FCKW) Trichlorfluormethan (CFC-11), Dichlordifluormethan (CFC-12), 1,1,2-Trichlor-1,2,2-trifluorethan (CFC-113), 1,2-Dichlor-1,1,2,2-tetrafluorethan (CFC-114) und Chlorpentafluorethan (CFC-115), sowie als Gruppe II die drei Halogenkohlenwasserstoffe Halon 1211, Halon 1301 und Halon 2402 als geregelte Stoffe in Ein- und Ausfuhr, Produktion und Verbrauch bis 1990 zunächst – bezogen auf das Jahr 1986 – mengenmäßig gedeckelt und danach abnehmende Höchstmengen bis zum Jahr 1998 definiert.
Zur Anpassung an die Änderungen des Montrealer Protokolls wurden durch nachfolgende Verordnungen die geregelten Substanzen immer weiter ergänzt und Ein- und Ausfuhr, Produktion und Verwendung weiter eingeschränkt, Fristen verkürzt und Substanzen letztendlich verboten. Durch die Verordnung (EWG) Nr. 594/91 wurden die Halone von Gruppe II in Gruppe III verschoben, als Gruppe II weitere zehn vollhalogenierte FCKW, als Gruppe IV Tetrachlorkohlenstoff, als Gruppe V 1,1,1-Trichlorethan und als Gruppe VI 34 teilhalogenierte FCKW als geregelte Stoffe eingeführt. Durch die Verordnung (EG) Nr. 3093/94 wurde die Substanzen der Gruppe VI in Gruppe VIII verschoben und um 4 Substanzen erweitert, als Gruppe VI Methylbromid, und als Gruppe VII 34 teilhalogenierte Fluorbromkohlenwasserstoffe  als geregelte Stoffe eingeführt. Weitere Anpassungen gab es durch die Verordnung (EG) Nr. 2037/2000. Durch die Verordnung (EG) Nr. 1005/2009 wurde dann zusätzlich Gruppe IX Bromchlormethan in den Anhang I aufgenommen.

## Zusammenfassung
Durch die Verordnung werden Produktion, Ein- und Ausfuhr, Inverkehrbringen und Verwendung, sowie Rückgewinnung, Recycling, Aufarbeitung und Zerstörung von ozonabbauenden Stoffen geregelt. Die Verordnung gilt dabei für geregelte Stoffe, die im Anhang I, und für neue Stoffe, die im Anhang II aufgeführt werden. Zudem enthält die Verordnung Anforderungen zur Übermittlung von Informationen zu diesen Stoffen, über deren Ein- und Ausfuhr und die Verwendung von Produkten und Einrichtungen, die ozonabbauende Stoffe enthalten oder zum Betrieb benötigen werden.
Verboten sind auf dem Gebiet der Europäischen Gemeinschaft die Produktion (Art. 4), das Inverkehrbringen und die Verwendung geregelter Stoffe (Art. 5), die Einfuhr (Art. 15), sowie die Ausfuhr (Art. 17), mit Ausnahme zu Labor- und Analysezwecken (Art. 10 und 11) oder als Ausgangsstoff bei entsprechender Kennzeichnung (Art. 7). Verboten ist auch das Inverkehrbringen von Produkten und Einrichtungen die geregelte Stoffe enthalten oder benötigen (Art. 6), deren Einfuhr (Art. 15), sowie Ausfuhr (Art. 17). Sinngemäß gelten diese Regelungen auch für neue Stoffe (Art. 24).
Als Ausnahme zugelassen sind Herstellung, Inverkehrbringen und Verwendung geregelter Stoffe als Verarbeitungshilfsstoffe in Anlagen, die am 1. September 1997 bereits bestanden haben, wenn die Emissionen unbedeutend sind (Art. 8), d. h. maximal 17 Tonnen pro Jahr in der gesamten EU. Zulässig ist das Inverkehrbringen von geregelten Stoffen zur Zerstörung oder Aufarbeitung und von Produkten und Einrichtungen mit geregelten Stoffen zur Zerstörung (Art. 9). Bis März 2010 durfte Methylbromid (Brommethan) zu Quarantänezwecken verwendet werden. Seitdem kann die Kommission dessen Produktion, Inverkehrbringen und Verwendung auf Antrag eines Mitgliedstaates in Notfällen zulassen (Art. 12). Halone dürfen für die in Anhang VI aufgeführten kritischen Verwendungszwecke, wie etwa den Brandschutz in militärischen Fahrzeugen, temporär weiter verwendet werden. Die Halone für diese Verwendungen dürfen nur von genehmigten Unternehmen in Verkehr gebracht werden. Spätestens zu den in Anhang VI genannten Endterminen (zwischen 2013 und 2040) sind diese Anlagen außer Betrieb zu nehmen (Art. 13).
Unternehmen müssen die Emissionen von geregelten Stoffen in die Umwelt verhindern oder auf ein Mindestmaß reduzieren. Dazu müssen Anlagen, die geregelte Stoffe enthalten, regelmäßig überprüft und Undichtigkeiten innerhalb von maximal 14 Tagen beseitigt werden (Art. 23). Aus Kälte- und Klimaanlagen sowie Wärmepumpen, Brandschutzvorrichtungen, Feuerlöschern oder Lösungsmittel enthaltenden Einrichtungen müssen geregelte Stoffe bei deren Instandhaltung, Wartung, Abbau oder Entsorgung zurückgewonnen werden, um sie Zerstörung, Recycling oder Aufarbeitung zuzuführen (Art. 22).
Für die Zerstörung von geregelte Stoffe und Produkte, die diese Stoffe enthalten, dürfen nur die in Anhang VII aufgeführten zugelassenen Technologien, wie z. B. Zementöfen oder andere Drehrohröfen, verwendet werden. Für nicht in diesem Anhang genannten geregelten Stoffe ist die umweltverträglichste Zerstörungstechnologie, die mit den gemeinschaftlichen Rechtsvorschriften für Abfälle vereinbar ist, zu wählen (Art. 22).

### Anhang I – geregelte Stoffe
| Anhang I – geregelte Stoffe | Anhang I – geregelte Stoffe |
| --------------------------- | --- |
| Gruppe I                    | FCKW-11, FCKW-12, FCKW-113, FCKW-114, FCKW-115 |
| Gruppe II                   | FCKW-13, FCKW-111, FCKW-112, FCKW-211, FCKW-212, FCKW-213, FCKW-214, FCKW-215, FCKW-216, FCKW-217 |
| Gruppe III                  | Halon-1211, Halon-1301, Halon-2402 |
| Gruppe IV                   | Tetrachlormethan |
| Gruppe V                    | 1,1,1-Trichlorethan |
| Gruppe VI                   | Brommethan |
| Gruppe VII                  | HFBKW-21 B2, HFBKW-22 B1, HFBKW-31 B1, HFBKW-121 B4, HFBKW-122 B3, HFBKW-123 B2, HFBKW-124 B1, HFBKW-131 B3, HFBKW-132 B2, HFBKW-133 B1, HFBKW-141 B2, HFBKW-142 B1, HFBKW-151 B1, HFBKW-221 B6, HFBKW-222 B5, HFBKW-223 B4, HFBKW-224 B3, HFBKW-225 B2, HFBKW-226 B1, HFBKW-231 B5, HFBKW-232 B4, HFBKW-233 B3, HFBKW-234 B2, HFBKW-235 B1, HFBKW-241 B4, HFBKW-242 B3, HFBKW-243 B2, HFBKW-244 B1, HFBKW-251 B1, HFBKW-252 B2, HFBKW-253 B1, HFBKW-261 B2, HFBKW-262 B1, HFBKW-271 B1 |
| Gruppe VIII                 | HFCKW-21, HFCKW-22, HFCKW-31, HFCKW-121, HFCKW-122, HFCKW-123, HFCKW-124, HFCKW-131, HFCKW-132, HFCKW-133, HFCKW-141, HFCKW-141b, HFCKW-142, HFCKW-142b, HFCKW-151, HFCKW-221, HFCKW-222, HFCKW-223, HFCKW-224, HFCKW-225, HFCKW-225ca, HFCKW-225cb, HFCKW-226, HFCKW-231, HFCKW-232, HFCKW-233, HFCKW-234, HFCKW-235, HFCKW-241, HFCKW-242, HFCKW-243, HFCKW-244, HFCKW-251, HFCKW-252, HFCKW-253, HFCKW-261, HFCKW-262, HFCKW-271                                                     |
| Gruppe IX                   | Chlorbrommethan |

### Anhang II – neue Stoffe
| Anhang II – neue Stoffe | Anhang II – neue Stoffe                                 |
| ----------------------- | ------------------------------------------------------- |
| Teil A                  | Halon 1202                                              |
| Teil B                  | 1-Brompropan, Bromethan, Trifluoriodmethan, Chlormethan |

## Anwendung und Umsetzung in nationales Recht
Als Europäische Verordnung ist diese im Bereich der EU unmittelbar gültig und muss nicht in nationales Recht übertragen werden. Die Verordnung (EG) Nr. 1005/2009 trat am 1. Januar 2010 in Kraft. Durch sie wurde die Verordnung (EG) Nr. 2037/2000 sowie deren Vorgänger aufgehoben. Seit ihrem Inkrafttreten wurde diese Verordnung viermal geändert. Durch ihren Nachfolger, der Verordnung (EU) 2024/590 wird diese Verordnung aufgehoben und, bis auf den Artikel 18, der bis zum 2. März 2025  weiterhin gilt, ersetzt.